# Torysa (rivière)
Torysa est une rivière de l'est de la Slovaquie. Sa source se situe dans les Levočské vrchy au pied de la montagne Škapova, au nord ouest du village de Torysky, elle coule au départ vers le sud-ouest avant de se diriger vers le nord et vers l'est avant d'obliquer vers le sud. Elle coule entre des collines des Čergov et Slanské vrchy à sa gauche et les Levočské vrchy, Bachureň et Šarišská vrchovina à sa droite.
Elle rejoint l'Hornád au sud du village de  Nižná Hutka, au sud est de Košice, dans la cuvette de Košice.

## Villes
La rivière arrose les villes de Lipany, Sabinov, Veľký Šariš, Prešov.

## Principaux affluents

### Gauche
- Ľutinka
- Sekčov
- Delňa
- Balka

### Droite
- Slavkovský potok.